# 사가아라시야마역
사가아라시야마역(일본어: 嵯峨嵐山駅, さがあらしやまえき 사가아라시야마에키[*])은 일본 교토시 교토부 우쿄구에 있는 역이다. 서일본 여객철도가 운영하는 사가노 선 열차가 정차한다.

## 역 구조
단식과 섬식이 섞인 복합형 승강장으로 2면 3선의 지상역이며 교상 역사를 가지고 있다. 교토 측 단선, 가메오카 측 복선의 교행역이다. 승강장 유효 길이가 매우 길다.
이코카 및 제휴 교통카드의 사용이 가능하다.

### 승강장
| 1 | ■ 사가노 선 | 상행 | 교토 방면                           | 교토 방면                           |
| 2 | ■ 사가노 선 | 상행 | 교토 방면                           | 대피 열차만                         |
| 2 | ■ 사가노 선 | 하행 | 가메오카 · 소노베 · 후쿠치야마 방면 | 대피 열차만                         |
| 3 | ■ 사가노 선 | 하행 | 가메오카 · 소노베 · 후쿠치야마 방면 | 가메오카 · 소노베 · 후쿠치야마 방면 |

## 승차량 변동
| 연도      | 승차량 | 승차량 | 승차량 | 승차량 | 승차량 | 승차량 | 승차량 | 승차량 | 승차량 | 승차량 | 비고  |
| 연도      | 1998년 | 1999년 | 2000년 | 2001년 | 2002년 | 2003년 | 2004년 | 2005년 | 2006년 | 2007년 | 비고  |
| --------- | ------ | ------ | ------ | ------ | ------ | ------ | ------ | ------ | ------ | ------ | ----- |
| JR 서일본 | 4893   | 4868   | 4787   | 4821   | 4789   | 4912   | 4857   | 5158   | 5169   | 5331   | [ 1 ] |

## 역사
- 1897년 2월 15일: 교토 철도 개업 당초 종착역으로서 개업하였다. 당시 역명은 사가역이었다.
- 1899년 8월 15일: 교토 철도가 소노베역까지 연장하여 도중역이 되었다.
- 1907년 8월 1일: 국유화에 따라 일본국유철도 소속이 되었다.
- 1909년 10월 12일: 노선 명칭 제정에 따라 교토 선의 일부가 되었다.
- 1912년 3월 1일: 노선 명칭 개정에 따라 산인 본선의 일부가 되었다.
- 1987년 4월 1일: 민영화에 따라 서일본 여객철도의 소속이 되었다.
- 1994년 9월 4일: 사가아라시야마역으로 개칭되었다.
- 2003년 11월 1일: 이코카의 사용이 가능해졌다.

## 인접 정차역
| 서일본 여객철도 산인 본선 | 서일본 여객철도 산인 본선 | 서일본 여객철도 산인 본선 |
| ------------------------- | ------------------------- | ------------------------- |
| 엔마치 교토 방면          | ■ 사가노 선 쾌속          | 가메오카 소노베 방면      |
| 우즈마사 교토 방면        | ■ 사가노 선 보통          | 호즈쿄 소노베 방면        |

## 역주변 정보
사가아라시야마역 부근에는 역사적인 건물과 관광지가 많다. 사가아라시야마역 앞에는 19세기 열차 전시관과 사가노 관광철도의 도롯코사가역이 있다. 역 이용객 중 상당수는 외국인이다.